# Березањ (град)
Березањ је град у Броварском округу Кијевске области у Украјини. Административни центар градске заједнице Березањ.

### Географски положај
Налази се на реци Недри у источном делу региона.

### Историја
Први спомен гарда потиче из 17. века. Године 1616. насеље је било власништво кнеза Острошког. Од 1648. - стогодишњи град Перејаславског пука.
Први писани документ о Березању датира из 1756. године.
Године 1802. село је постало центар Перејаславског округа Полтавске губерније.
После грађанског рата, 1923. године Березањ постаје регионални центар.
Током Великог отаџбинског рата 1941-1943. село су заузеле немачке трупе.
Године 1968. Березањ је био насеље градског типа са 10,2 хиљаде становника, постојале су фабрика сукна, циглана, фабрика армиранобетонских производа, млекара и прехрамбена фабрика..
У јануару 1989. године број становника је био 14.885 .
Од 30. јуна 1994. до 17. јула 2020. године имао је статус града регионалног значаја.
У мају 1995. године, Кабинет министара Украјине је одобрио одлуку о приватизацији фабрике армирано-бетонских производа и регионалне пољопривредне машине која се налази у граду; јула 1995. године одобрена је одлука о приватизацији ПМК бр. 56 и државна фарма .
На 1 января 2013 года численность населения составляла 16 543 человек.
Од 1. јануара 2013. године број становника је био 16.543 људи .

### Транспорт
Железничка станица на прузи Кијев-Јаготин Југозападне железнице.
Налази се на аутопуту Кијев - Харков.

### Знаменитости
- Народни музеј завичајног Березанског
- Парк славе и спомен обележје мештанима Березана погинулим током Другог светског рата
- Споменик „Тенк Т-34 Гардијски капетан И. С. Колоск“ Пивара Кански [7][8]
- Масовна гробница војника и цивила Црвене армије код Березанског УВК [9]

### Познати људи
У Березану је рођен совјетски украјински писац и песник С. А. Лисовец.
Овде је рођен и редитељ и сценариста Пјотр Лутсик. Свети Софроније Иркутски провео је детињство.
Најстарији шеф културне установе у Украјини је рекордер Украјинске књиге рекорда - заслужни радник културе Украјине Рикх Галина Лаврентиевна.